# Oxytropis szovitsii
Oxytropis szovitsii är en ärtväxtart som beskrevs av Pierre Edmond Boissier och Friedrich Alexander Buhse. Oxytropis szovitsii ingår i släktet klovedlar, och familjen ärtväxter. Inga underarter finns listade i Catalogue of Life.